# Ubaldo Barbieri
Ubaldo Barbieri (Lecce, 2 giugno 1874 – Genova, 8 aprile 1945) è stato un matematico italiano.

## Biografia
Di famiglia emiliana, prestò inizialmente servizio come ufficiale del Genio. Il suo interesse per la geodesia lo spinse presto ad abbandonare la carriera militare per diventare assistente di Vincenzo Reina presso la Scuola d'Ingegneria di Roma. 
Nel 1907 fu nominato professore di geodesia presso l'Università di Genova e da allora soggiornò sempre nel capoluogo ligure.
Nel 1920 divenne membro della Commissione Geodetica Italiana e in seguito socio corrispondente dell'Accademia Nazionale dei Lincei (1935). 
Nel corso della sua carriera riprese i lavori di Giambatista Beccaria, compiendo diverse misure astronomiche e geodetiche lungo il meridiano di Mondovì che evidenziarono una forte disuniformità del campo gravitazionale terrestre nella regione a nord-ovest di Alessandria. 